# アウターバンクス (テレビドラマ)
『アウターバンクス』（原題: Outer Banks）は、2020年から配信されているアメリカ合衆国のテレビドラマシリーズ。失踪した父と島に伝わる失われた財宝伝説を追うアドベンチャードラマ。制作はジョシュ・ペイト、ジョナス・ペイト、シャノン・バーク、出演はチェイス・ストークス、マデリン・クラインなど。Netflixが2020年4月15日に全世界へ配信した。これまでシーズン3まで制作され、2023年4月にシーズン4へ更新された。

## あらすじ
ジョンＢ、ＪＪ、ポープ、キアラの4人はハリケーン通過後に沈没していた高級ボートを見つける。船内には失踪したジョンBの父親に関わるものを発見した。彼らの住む島アウターバンクスに伝わる失われた財宝伝説と、父親の失踪になんらかの関係があると知った4人は宝探しを始める。

## キャスト

### メイン
ジョン・B
演 - チェイス・ストークス、日本語吹替 - 西健亮
サラ・キャメロン
演 - マデリン・クライン、日本語吹替 - 森なな子
キアラ
演 - マディソン・ベイリー、日本語吹替 - 米本早希
ポープ
演 - ジョナサン・デイヴィス、日本語吹替 - 井上悟
JJ
演 - ルディ・パンコウ、日本語吹替 - バトリ勝悟
トッパー
演 - オースティン・ノース、日本語吹替 - 大西弘祐
ワード・キャメロン
演 - チャールズ・エステン、日本語吹替 - 星野充昭
レイフ・キャメロン
演 - ドリュー・スターキー、日本語吹替 - 高野憲太朗

### リカーリング
ピーターキン保安官役
演 - アディナ・ポーター
Deputy Shoupe
演 - カレン・モス、日本語吹替 - 山岸治雄
Wheezie Cameron
演 - ジュリア・アントネッリ
Rose, the Cameron siblings
演 - キャロライン・アラポグルー、日本語吹替 - 小夏ゆみこ
Heyward
演 - E・ロジャー・ミッチェル
Lana Grubbs
演 - CCカスティーヨ
Deputy Plumb
演 - シェル・ラモス
Cruz
演 - ブライアン・スタップ
Mike
演 - マーランド・バーク
Kelce
演 - ディオン・スミス、日本語吹替 - 田村公典
Barry
演 - ニコラス・キリーロ、日本語吹替 - 八木岳
Luke
演 - ゲイリー・ウィークス

## エピソード
| 通算 話数 | タイトル                                 | 監督          | 脚本                                                                         | 公開日        |
| --------- | ---------------------------------------- | ------------- | ---------------------------------------------------------------------------- | ------------- |
| 1         | "ボートの謎" "Pilot"                     | Jonas Pate    | 原案: Josh Pate & Jonas Pate & Shannon Burke 脚本: Josh Pate & Shannon Burke | 2020年4月15日 |
| 2         | "幸運を呼ぶコンパス" "The Lucky Compass" | Jonas Pate    | Shannon Burke                                                                | 2020年4月15日 |
| 3         | "立ち入り禁止" "The Forbidden Zone"      | Cherie Nowlan | Josh Pate                                                                    | 2020年4月15日 |
| 4         | "スパイごっこ" "Spy Games"               | Cherie Nowlan | Jonas Pate                                                                   | 2020年4月15日 |
| 5         | "夏至祭" "MidSummers"                    | Jonas Pate    | Josh Pate & Shannon Burke                                                    | 2020年4月15日 |
| 6         | "第9区画" "Parcel 9"                     | Jonas Pate    | 原案: Keith Josef Adkins 脚本: Keith Josef Adkins and Kathleen Hale          | 2020年4月15日 |
| 7         | "大凪(おおなぎ)" "Dead Calm"             | Valerie Weiss | Kathleen Hale                                                                | 2020年4月15日 |
| 8         | "滑走路" "The Runway"                    | Valerie Weiss | Rachel Sydney Alter                                                          | 2020年4月15日 |
| 9         | "ベルタワー" "The Bell Tower"            | Jonas Pate    | Dan Dworkin & Jay Beattie                                                    | 2020年4月15日 |
| 10        | "ファントム号" "The Phantom"             | Jonas Pate    | Josh Pate & Shannon Burke                                                    | 2020年4月15日 |

## 製作
2019年5月3日、Netflixから本作の製作が発表された。主な撮影は2019年5月1日にサウスカロライナ州チャールストンで開始した。

## 評価

### 批評
本作は、批評集積サイトのRotten Tomatoesに21件のレビューがあり、批評家支持率は71%、平均点は10点満点で6.72点となっている。また、Metacriticには9件のレビューがあり、加重平均値は61/100となっている。